# Lommagölen (Femsjö socken, Småland)
Lommagölen är en sjö i Hylte kommun i Småland och ingår i Fylleåns huvudavrinningsområde. Sjöns area är 0,002 kvadratkilometer och den befinner sig 154 meter över havet.